# Discografia di Lucio Dalla

## Album

### Album in studio
| Anno | Dettagli dell'album                                                                                        | Posizioni massime | Posizioni massime | Vendite             | Certificazioni                                          |
| Anno | Dettagli dell'album                                                                                        | ITA               | SWI               | Vendite             | Certificazioni                                          |
| ---- | --- | ----------------- | ----------------- | ------------------- | ------------------------------------------------------- |
| 1966 | 1999 - Pubblicato nel 1966 - Etichetta: ARC (#ARC SA 16)                                                   | —                 | —                 |                     |                                                         |
| 1970 | Terra di Gaibola - Pubblicato nel 1970 - Etichetta: RCA (#PSL 10462)                                       | —                 | —                 |                     |                                                         |
| 1971 | Storie di casa mia - Pubblicato nel 1971 - Etichetta: RCA (#RCA PSL 10506)                                 | —                 | —                 |                     |                                                         |
| 1973 | Il giorno aveva cinque teste - Pubblicato nel 1973 - Etichetta: RCA (#RCA DPSL 10583)                      | —                 | —                 |                     |                                                         |
| 1975 | Anidride solforosa - Pubblicato nel 1975 - Etichetta: RCA (#RCA TPL 1-1095)                                | —                 | —                 |                     |                                                         |
| 1976 | Automobili - Pubblicato nel 1976 - Etichetta: RCA (#RCA TPL 1-1202)                                        | 22                | —                 |                     |                                                         |
| 1977 | Come è profondo il mare - Pubblicato nel 1977 - Etichetta: RCA (#RCA PL 31321)                             | 9                 | —                 | - Italia: 200.000   |                                                         |
| 1979 | Lucio Dalla - Pubblicato nel 1979                                                                          | 2                 | —                 |                     |                                                         |
| 1980 | Dalla - Pubblicato nel 1980 - Etichetta: RCA (#RCA PL 31537)                                               | 1                 | —                 | - Italia: 600.000   |                                                         |
| 1983 | 1983 - Pubblicato nel 1983 - Etichetta: RCA (#PL 31692)                                                    | 1                 | —                 | - Italia: 300.000   |                                                         |
| 1984 | Viaggi organizzati - Pubblicato nel 1984 - Etichetta: Pressing (#ZPLPS 34219)                              | 1                 | —                 | - Italia: 700.000   | - Italia: Platino                                       |
| 1985 | Lucio Dalla Marco Di Marco - Pubblicato nel 1985 (con Marco Di Marco) - Etichetta: Fonit Cetra (#ALP 2008) | —                 | —                 |                     |                                                         |
| 1986 | Bugie - Pubblicato nel 1986 - Etichetta: Pressing (#ZL 70960)                                              | 1                 | 11                | - Italia: 400.000   | - Italia: Platino                                       |
| 1988 | Dalla/Morandi / In Europa - Con Gianni Morandi - Pubblicato nel 1988 - Etichetta: RCA, Ariola (#PL 71778)  | 1                 | —                 | - Italia: 1.000.000 | - Italia: 5x Platino                                    |
| 1990 | Cambio - Pubblicato nel 1990 - Etichetta: Pressing (#ZL 74761)                                             | 1                 | 16                | - Italia: 1.500.000 | - Italia: 7x Platino                                    |
| 1992 | Blues for Love - Pubblicato nel 1992 (con Marco Di Marco) - Etichetta: Happy Bird (MA 8401001)             | —                 | —                 |                     |                                                         |
| 1993 | Henna - Pubblicato il 2 dicembre 1993 - Etichetta: Pressing (#74321-18293)                                 | 5                 | 35                | - Italia: 300.000   | - Italia: 3x Platino                                    |
| 1996 | Canzoni - Pubblicato il 5 settembre 1996 - Etichetta: Pressing, BMG Ricordi (#74321 40062 2)               | 1                 | 17                | - Italia: 1.800.000 | - Italia: 3x Diamante - Svizzera: Oro - Europa: Platino |
| 1999 | Ciao - Pubblicato il 9 settembre 1999 - Etichetta: Pressing (#74321 696362)                                | 1                 | 31                | - Italia: 200.000   | - Italia: 2× Platino                                    |
| 2001 | Luna Matana - Pubblicato il 12 ottobre 2001 - Etichetta: Pressing (#74321 892912)                          | 4                 | —                 | - Italia: 250.000   | - Italia: 2x Platino                                    |
| 2003 | Lucio - Pubblicato il 28 novembre 2003 - Etichetta: Pressing (#82876570272)                                | 3                 | —                 |                     |                                                         |
| 2007 | Il contrario di me - Pubblicato il 29 giugno 2007 - Etichetta: Pressing, Sony BMG                          | 8                 | —                 |                     |                                                         |
| 2009 | Angoli nel cielo - Pubblicato il 6 novembre 2009 - Etichetta: Pressing, Sony BMG (#88697616262)            | 18                | —                 |                     |                                                         |

### Q Disc
| Anno | Dettagli del Q Disc                                            |
| ---- | -------------------------------------------------------------- |
| 1981 | Lucio Dalla - Pubblicato nel 1981 - Etichetta: RCA (#PG 33420) |

### Album dal vivo
| Anno | Dettagli dell'album | Posizioni massime | Posizioni massime | Vendite             | Certificazioni       |
| Anno | Dettagli dell'album | ITA               | SWI               | Vendite             | Certificazioni       |
| ---- | --- | ----------------- | ----------------- | ------------------- | -------------------- |
| 1975 | Bologna 2 settembre 1974 (dal vivo) - Con Francesco De Gregori, Antonello Venditti e Maria Monti - Pubblicato nel 1975 - Etichetta: RCA (#RCA TCL 2-1110) | —                 | —                 |                     |                      |
| 1979 | Banana Republic - Con Francesco De Gregori - Pubblicato nel 1979 - Etichetta: RCA (#RCA PL 31466)                                                         | 1                 | —                 | - Italia: 500.000   |                      |
| 1986 | DallAmeriCaruso - Pubblicato nel 1986 - Etichetta: RCA | 4                 | —                 | - Italia: 1.000.000 | - Italia: 5x Platino |
| 1992 | Amen - Pubblicato nel 1992 - Etichetta: Pressing | —                 | —                 |                     |                      |
| 2001 | Live @ RTSI - Pubblicato il 12 giugno 2001 - Etichetta: RTSI                                                                                              | —                 | —                 |                     |                      |
| 2004 | Impressioni di jazz - Pubblicato nel 2004 - Etichetta: Membran/Noble Price                                                                                | —                 | —                 |                     |                      |
| 2008 | LucioDallaLive - La neve con la luna - Pubblicato il 25 gennaio 2008 - Etichetta: Pressing, Sony BMG                                                      | 26                |                   |                     |                      |
| 2010 | Work in Progress - Con Francesco De Gregori - Pubblicato l'11 novembre 2010 - Etichetta: Pressing, Sony BMG                                               | 4                 | 99                |                     | - Italia: Platino    |
| 2023 | DallAmeriCaruso - Live at Village Gate, New York 23/03/1986 - Pubblicato il 20 novembre 2023 - Etichetta: RCA/Sony Music, Pressing                        |                   |                   |                     |                      |

### Raccolte
- 1976 - 4 marzo e altre storie (RCA Italiana - Serie LineaTre NL 33005)
- 1979 - Quel fenomeno di Lucio Dalla (RCA Italiana - Serie LineaTre NL 33140)
- 1980 - Il primo Lucio Dalla (RCA Italiana - Serie LineaTre NL 33145)
- 1981 - Torino, Milano e dintorni (RCA Italiana - Serie LineaTre NL 33177)
- 1981 - Greatest Hits (RCA Italiana PL 31598)[22]
- 1983 - L'album di...Lucio Dalla (RCA Italiana ML 33383; album triplo)
- 1985 - The Best of Lucio Dalla (RCA Italiana PL 70039)
- 1987 - Per gioco e per amore (RCA Italiana)
- 1991 - Geniale? (RCA Italiana) con gli Idoli
- 1992 - Il motore del 2000 (RCA Italiana, PD 75431)
- 1996 - Lucio Dalla - Le origini (BMG Ricordi; 2 CD)
- 1997 - Lucio Dalla - Dance Remixes (Zyx Records)
- 1998 - Lucio Dalla - Gli anni settanta (RCA Records Label)
- 1998 - Lucio Dalla - Primo piano (RCA Records Label)
- 1998 - Lucio Dalla - Superbest (BMG/RCA Italiana)
- 2000 - Lucio Dalla - Le canzoni d'amore (BMG/RCA Italiana)
- 2002 - Caro amico ti scrivo (RCA Italiana)
- 2002 - Lucio Dalla - Gli anni sessanta (BMG International)
- 2002 - Lucio Dalla - Numeri 1 (BMG/RCA Italiana)
- 2006 - 12000 lune (Pressing, 82876897492)
- 2011 - Questo è amore (Pressing)
- 2012 - Qui dove il mare luccica... (RCA Records Label/Sony Music, 887654040220; 3 CD - versione Deluxe: 887654040428; 4 CD)
- 2012 - Caro Amico ti Canto... (RCA Records/Sony Music) raccolta di duetti presente nella serie Tra Il Mare E Le Stelle
- 2013 - Nevica sulla mia mano (RCA Records LabelSony Music, 88843013932; 4 CD)
- 2015 - Trilogia (RCA Records Label/Sony Music, 88875144482; 3 CD + 1 DVD + 1 libro)[23]
- 2018 - Duvudubà (Sony Music Entertainment)

### Album tributo
- 2015 Bella Lucio! (RCA Records/Sony Music)

### Album per il mercato non italiano
- 1988 - In Europa (Ariola, con Gianni Morandi)
- 1992 - Liederalbum (RCA - 2 CD)
- 1993 - Atento al lobo (RCA International)
- 1994 - Lucio Dalla - Collection (RCA Records Label)
- 1995 - Liberi (RCA International)
- 1997 - Canciones (Prime Records)
- 2003 - Historias y Cuentos (RCA International)

## Singoli

### 45 giri
Dove possibile, è indicata la data delle matrici del disco.
| Anno | Titolo                                                | Etichetta e numero di catalogo | Note |
| ---- | ----------------------------------------------------- | ------------------------------ | --- |
| 1964 | Lei (non è per me)/Ma questa sera                     | ARC AN 4008                    | |
| 1965 | L'ora di piangere/Io al mondo ho solo te              | ARC AN 4037                    | |
| 1966 | Pafff... bum!/Io non ho pianto mai così               | ARC AN 4072                    | |
| 1966 | Questa sera come sempre/Io non ci sarò                | ARC AN 4084                    | |
| 1966 | See-Saw/Cool Jerk                                     | ARC AN 4091                    | pubblicato come The Group                                                                                             |
| 1966 | Quando ero soldato/Tutto il male del mondo            | ARC AN 4101                    | dall'album 1999 |
| 1967 | Bisogna saper perdere/Lucio dove vai                  | ARC AN 4113                    | |
| 1967 | Non è un segreto/Passerà passerà                      | ARC AN 4119                    | |
| 1967 | Il cielo/1999                                         | ARC AN 4128                    | 1999 dall'album omonimo                                                                                               |
| 1968 | E dire che ti amo/Se non avessi te                    | ARC AN 4148                    | |
| 1968 | Hai una faccia nera nera/Cos'è Bonetti?               | ARC AN 4154                    | |
| 1969 | Per fare un uomo basta una ragazza/...e invece no     | ARC AN 4171                    | |
| 1970 | Sylvie/Orfeo bianco                                   | RCA PM 3522                    | dall'album Terra di Gaibola                                                                                           |
| 1971 | 4/3/1943/Il fiume e la città                          | RCA PM 3578                    | 4-3-1943 dall'album Storie di casa mia; Il fiume e la città dall'album Terra di Gaibola                               |
| 1971 | La casa in riva al mare/Itaca                         | RCA PM 3588                    | dall'album Storie di casa mia                                                                                         |
| 1971 | Il colonnello/Il gigante e la bambina                 | RCA PM 3610                    | dall'album Storie di casa mia                                                                                         |
| 1972 | Piazza Grande/Convento di pianura                     | RCA PM 3638                    | |
| 1972 | Sulla rotta di Cristoforo Colombo/Un uomo come me     | RCA PM 3651                    | |
| 1974 | Anna bellanna/Pezzo zero                              | RCA TPBO 1003                  | Pezzo zero dall'album Il giorno aveva cinque teste (pubblicato in due versioni . copertina verde e copertina arancio) |
| 1975 | Anidride solforosa/Tu parlavi una lingua meravigliosa | RCA TPBO 1105                  | dall'album Anidride solforosa                                                                                         |
| 1976 | Nuvolari/Il motore del duemila                        | RCA TPBO 1189                  | dall'album Automobili                                                                                                 |
| 1977 | Quale allegria/Il cucciolo Alfredo                    | RCA PB 6157                    | dall'album Com'è profondo il mare                                                                                     |
| 1978 | Ma come fanno i marinai/Cosa sarà                     | RCA PB 6265                    | Cantati con Francesco De Gregori; Cosa sarà dall'album Lucio Dalla                                                    |
| 1981 | Cara/Balla balla ballerino                            | RCA PB 6507                    | dall'album Dalla |
| 1988 | Dimmi Dimmi/Pomeriggio in ufficio                     | RCA PB 42251                   | dall'album Dalla/Morandi                                                                                              |
| 1990 | Attenti al lupo/Denis                                 | RCA JB 7679                    | dall'album Cambio |
| 1993 | Henna/Latin lover                                     | Pressing PRESS 2               | dall'album Henna |
| 2001 | Come è profondo il mare/La distanza                   | Virgin, 7243 5 46386 2 6       | solo prima traccia coi Tiromancino                                                                                    |
| 2013 | Notte di Luna calante                                 | ermitage vnl12218 lp           | |

### CD promozionali
| Anno | Singolo | Album              | Etichetta e numero di catalogo                                 |
| ---- | --- | ------------------ | -------------------------------------------------------------- |
|      | 4/3/43 |                    | BMG Ricordi 4321649712                                         |
| 1988 | Dimmi dimmi / Pomeriggio in ufficio/ Dimmi dimmi (radio version)                                                                              |                    | RCA PD 42252                                                   |
| 1992 | Amen | Amen               | Pressing s.r.l. pd7746                                         |
| 1993 | Atento al lobo/Attenti al lupo/Attenti al lupo (black box remix disco-mix)                                                                    |                    | Pressing 007FCD                                                |
| 1993 | Don't touch me / Erosip | Henna              | Pressing 7432121324-2                                          |
| 1993 | Cinema / Liberi | Henna              | Pressing s.r.l.BM105                                           |
| 1993 | Latin lover / Rispondimi | Henna              | Pressing s.r.l. 7432123494-2 edizione fuori commercio          |
| 1993 | Merdman | Henna              | Pressing s.r.l 7432118294-2 edizione fuori commercio           |
| 1996 | Cancion / Canzone | Canciones          | Pressing s.r.l 74321441082 DISCO PROMO                         |
| 1996 | Tu non mi basti mai | Canzoni            | Pressing 74321438262 Edizione fuori commercio                  |
| 1997 | Domani | Canzoni            | Pressing 743214478242                                          |
| 1997 | Domani/Rispondimi/Domenica | Canzoni            | Pressing 74321463282                                           |
| 1997 | Prendimi così | Canzoni            | Pressing 74321522402 campione gratuito                         |
| 1997 | Ballando Ballando | Canzoni            | Pressing 74321497962                                           |
| 1998 | ENZO RE - Falconetto / Il grande vecchio / La canzone di Adelasia sul mare / Opposizione a opposizione / Quando il re è seduto / La battaglia |                    | Pressing s.r.l. (mai uscito sul mercato - tiratura limitata -) |
| 1999 | Ciao / 1999 / Cancion | Ciao               | Pressing 74321696162                                           |
| 1999 | Ciao | Ciao               | Pressing 74321 721522                                          |
| 1999 | Non vergognarsi mai | Ciao               | Pressing 74321 721522 Campione gratuito                        |
| 1999 | Là | Ciao               | Pressing 74321 731822 campione gratuito                        |
| 2000 | Io tra un'ora sono lì | Ciao               | Pressing 74321 755652 Campione gratuito                        |
| 2000 | Born to be alone | Ciao               | Pressing 74321 783432                                          |
| 2001 | Siciliano | Luna Matana        | Pressing Line 74321894782                                      |
| 2001 | La strada e la stella | Luna Matana        | Pressing Line Campione gratuito                                |
| 2001 | Kamikaze | Luna Matana        | Pressing Line 74321910282 Campione gratuito                    |
| 2002 | Zingaro | Luna Matana        | Pressing Line 74321917322 Campione gratuito                    |
| 2003 | Prima dammi un bacio | Lucio              | Pressing line 030103 edizione fuori commercio                  |
| 2003 | Amore disperato | Lucio              | Pressing Line PROMO 030135                                     |
| 2003 | Le stelle nel sacco | Lucio              | Pressing line PROMO030136                                      |
| 2006 | Sottocasa | 12.000 lune        | Pressing line PROMO 82876849162                                |
| 2006 | Dark Bologna | 12.000 lune        | Pressing line PROMO 82876897462                                |
| 2006 | Stella | 12.000 lune        | Pressing Line 88697045062 Campione fuori commercio             |
| 2007 | Due dita sotto il cielo | Il contrario di me | Pressing Line 88697 117972                                     |
| 2007 | Lunedì | Il contrario di me | Pressing Line 88697 118902 Campione non commerciabile          |
| 2007 | Malinconia d'ottobre | Il contrario di me | Pressing Line 88697 182322                                     |
| 2007 | LIAM | Il contrario di me | Pressing Line campione non commerciabile                       |
| 2007 | I.N.R.I | Il contrario di me | Pressing Line (no code)                                        |
| 2007 | Rimini | Il contrario di me | Pressing Line 88697 33352                                      |
| 2008 | Un uomo solo può vincere il mondo |                    | Coni/Pressing Line / Radio Italia (no code)                    |

### Download digitale
| Anno | Singolo                           | Album              |
| ---- | --------------------------------- | ------------------ |
| 2006 | Sottocasa                         | 12000 lune         |
| 2006 | Dark Bologna                      | 12000 lune         |
| 2006 | Stella                            | 12000 lune         |
| 2007 | Due dita sotto il cielo           | Il contrario di me |
| 2007 | Lunedì                            | Il contrario di me |
| 2007 | Malinconia d'ottobre              | Il contrario di me |
| 2008 | Un uomo solo può vincere il mondo | —                  |
| 2009 | Puoi sentirmi?                    | Angoli nel cielo   |
| 2011 | Anche se il tempo passa (Amore)   | Questo è amore     |
| 2015 | Mentre scrivo (con Mondo Marcio)  | Bella Lucio!       |

## Cover dei brani di Lucio Dalla
| Anno | Artista                               | Canzone                                             | Album                                          |
| ---- | ------------------------------------- | --------------------------------------------------- | ---------------------------------------------- |
| 1971 | Dalida                                | 4/3/43 (Jesus bambino)                              | La Rose Que J'Aimais                           |
| 2018 | Noemi                                 | Domani                                              | La luna                                        |
| 2016 | Irene Fargo                           | Amore disperato                                     | Il cuore fa                                    |
| 1994 | Francesco De Gregori & Angela Baraldi | Anidride solforosa                                  | Bootleg                                        |
| 2022 | Cristina D'Avena                      | Attenti al lupo                                     | 40 - Il sogno continua                         |
| 2008 | Loredana Bertè                        | L'anno che verrà                                    | Bertilation                                    |
| 2012 | Cristina D'Avena                      | L'anno che verrà                                    | 30 e poi... - Parte prima                      |
| 2013 | Al Bano e Massimo Ferrarese           | L'anno che verrà                                    | Canzoni per la vita                            |
| 2008 | Neri per Caso feat. Lucio Dalla       | Balla balla ballerino                               | Angoli diversi                                 |
| 1988 | Anna Oxa                              | Caruso                                              | Fantastica                                     |
| 1996 | Mina                                  | Caruso                                              | Canzoni d'autore                               |
| 1994 | Milva                                 | Caruso                                              | Milva & James Last - Dein Ist Mein Ganzes Herz |
| 2005 | Katherine Jenkins                     | Caruso                                              | La Diva                                        |
| 2003 | Lara Fabian                           | Caruso                                              | En Toute Intimité                              |
| 2012 | Irene Fargo                           | Caruso                                              | Crescendo                                      |
| 2011 | Filippa Giordano                      | Caruso                                              | Alma italiana, pasion latina                   |
| 1996 | Andrea Bocelli                        | Caruso                                              | Romanza                                        |
| 1989 | Luciano Pavarotti                     | Caruso                                              | Tutto Pavarotti                                |
| 2003 | Josh Groban                           | Caruso                                              | Closer                                         |
| 1996 | Florent Pagny                         | Caruso                                              | Bienvenue chez moi                             |
| 1999 | Al Bano                               | Caruso (versione italiana)                          | Ancora in volo                                 |
| 2012 | Al Bano                               | Caruso (versione spagnola)                          | Canta Italia                                   |
| 1989 | Enrico Ruggeri                        | La casa in riva al mare                             | Contatti                                       |
| 2016 | Fabio Concato                         | La casa in riva al mare                             | Non smetto di ascoltarti                       |
| 2012 | Alice                                 | Il cielo                                            | Samsara                                        |
| 2014 | Diodato                               | Il cielo                                            | A ritrovar bellezza                            |
| 2005 | Tiromancino feat. Lucio Dalla         | Com'è profondo il mare                              | 95-05                                          |
| 1996 | Articolo 31 feat. Lucio Dalla         | Disperato erotico stomp                             | Così Com'è                                     |
| 2012 | J-Ax e Paola Turci                    | Disperato erotico stomp (in memoria di Lucio Dalla) | (inedito)                                      |
| 2011 | Musica Nuda                           | Felicità                                            | Complici                                       |
| 2011 | Gilbert Bécaud                        | Felicità                                            | 1984 - 1999                                    |
| 1993 | Anna Oxa                              | Futura                                              | Cantautori                                     |
| 2006 | Senhit                                | Henna                                               | Senhit                                         |
| 2014 | Irene Fargo                           | Là                                                  | Luce                                           |
| 2001 | Al Bano                               | Piazza grande                                       | Canto al sole                                  |
| 2009 | Luca Carboni                          | Quale allegria                                      | Musiche ribelli                                |
| 2006 | Loredana Bertè                        | I ragazzi italiani                                  | Babybertè                                      |
| 2013 | Massimo Di Cataldo                    | Se io fossi un angelo                               | Addendum                                       |
| 1994 | Mia Martini                           | Stella di mare                                      | La musica che mi gira intorno                  |
| 2008 | Aida Satta Flores                     | Sulla rotta di Cristoforo Colombo                   | Aida Banda Flores                              |
| 1994 | Anna Oxa                              | Washington                                          | Cantautori 2                                   |

## Video musicali
- Intervista con l'avvocato
- Nuvolari
- Mille miglia
- La signora di Bologna
- Washington
- Viaggi organizzati
- Tutta la vita
- Caruso
- Vita
- Attenti al lupo
- Denis
- Amen
- Il motore del 2000
- Henna
- Liberi
- Canzone
- Ciao
- Io tra un'ora sono lì
- Siciliano
- Prima dammi un bacio
- Lunedì
- Malinconia d'ottobre
- Rimini
- INRI
- Anche se il tempo passa (amore)
- La leggenda del prode Radames

### Video musicali postumi
- Com'è profondo il mare
- Starter (inedito)
- Angeli (Studio version - inedita)
- L'anno che verrà
- Futura